# Roridomyces
Roridomyces là một chi nấm trong họ Mycenaceae. Chi này phân bố rộng rãi temperate areas, và có 7 loài.